# 莎拉·蔻娜

莎拉·蔻娜（德語：Sarah Connor）（1980年1月13日—），知名暢銷獨聲德國流行音樂歌手。莎拉於2000年代初期便在歐洲走紅。莎拉曾與马克·特伦兹成婚，並擁有一子一女，特勒與萨玛尔，现已离异。

## 外部連結
- 官方網站 （页面存档备份，存于）